# بهمن‌پیچ
بهمن پیچ (نام علمی: Helicteres isora) نام یک گونه از سرده پیچ‌خورده‌ها است. از گیاهان دارویی است. از عصاره بهمن‌پیچ برای درمان بیماری قند و رفع چرک حفره‌های بدن خصوصاً چرکی که در اثر عفونت‌های ابتدایی در ریه می‌باشد استفاده می‌شود.